# روابط شوروی و عراق در جنگ ایران و عراق
روابط عراق و اتحاد جماهیر شوروی در جنگ ایران و عراق به سلسله کمکهای دیپلماتیک و نظامی اتحاد جماهیر شوروی به رژیم بعث عراق میپردازد. این کمکها برگرفته از منافع مشترک عراق و شوروی در منطقه خاورمیانه و در مرحله بعد جامعه جهانی بوده‌است. در حدود 87٪ تجهیزات مورد استفاده عراق در جنگ ایران و عراق ساخت کشور شوروی بود. شوروی بزرگترین صادرکننده ادوات و تجهیزات نظامی به عراق بوده‌است.

## اهداف شوروی
به‌طور کلی اهداف شوروی در کمک به عراق برای مقابله با ایران را میتوان در چند دستاورد کلی خلاصه کرد:
1. فروش تسلیحات نظامی به عراق و کسب درآمد سرشار از این طریق
2. قبل از انقلاب اسلامی، عراق متعلق به بلوک شرق (شوروی) و ایران متعلق به بلوک غرب (آمریکا) بود. شوروی تصور می‌کرد با پیروزی عراق بر ایران، ایران در زمره کشورهای بلوک شرق قرار می‌گیرد.
3. حکمرانان شوروی قصد داشتند از طریق سرنگونی انقلاب ایران (۱۳۵۷) ایران، قدرت و روحیه ۶۰ میلیون مسلمان روسیه را  کم نمایند و از قدرت گرفتن آن‌ها جلوگیری کنند.
4. ناتوان ساختن گروههای ضد انقلاب/اشرار در برابر دولت چپگرای طرفدار شوروی افغانستان و محروم شدن ایشان از کمک‌های جمهوری اسلامی ایران.
5. نمایش تسلیحات مدرن شوروی در جنگ ایران و عراق برای کسب سهم بیشتر بازار جهانی سلاح

## پیشینه
آغاز روابط دوستانه عراق و اتحاد جماهیر شوروی مربوط به پیمان دوستی است که دو کشور در سال ۱۹۷۲ امضاء کردند. بعد از مدتی با گرایش عراق به سمت غرب و دوری از شوروی، روابط دو کشور رو به تیرگی نهاد. پس از امضای معاهده ۱۹۷۵ الجزایر بین محمدرضا پهلوی و صدام حسین و حمایت قاطع ایالات متحده آمریکا از موضع ایران، این کشور در سال ۱۹۷۶ پس از ناامیدی از حمایت مسکو، قراردادی را با فرانسه منعقد کرده بود که به موجب این قرارداد ساختار ارتش عراق می‌بایست به‌تدریج وابستگی خود را به مهمات و تجهیزات ساخت شوروی کم نماید. به دنبال آن در اوائل سال ۱۹۷۷ خرید هواپیماهای داسو میراژ ۳ و طرح خرید نیروگاه هسته‌ای اوسیراک از فرانسه منجر به بروز تیرگی بین بغداد و مسکو گردید.
از سوی دیگر انتقاد حضور  شوروی در افغانستان از سوی عراق و متلاشی کردن حزب کمونیست عراق و اعدام بیش از صد نفر از اعضای آن همگی نشان بر تیرگی روابط عراق و شوروی بود. 
با این حال هیچگاه روابط دو کشور قطع نشد و دو کشور همواره سعی داشتند سطح مطلوبی از مناسبات سیاسی را با طرف مقابل حفظ نمایند. عراق به سبب وابستگی ساختار ارتش و نیازمندی به تسلیحات و ادوات نظامی قادر به قطع کامل روابط با شوروی نبود و مسکو نیز تمایلی به از دست دادن تنها متحد خود در حاشیه خلیج فارس نداشت.
با ارسال ارتش در افغانستان توسط قوای شوروی، سیاست ضد شوروی ایران شدیداً افزایش یافت. تهران ورود ارتش به افغانستان را به شدت محکوم کرد و از شوروی به عنوان شرق تجاوزگر یاد کرد. به دنبال آن کمکهای تسلیحاتی و تدارکاتی ایران به چریکان اسلام‌گرا و تندرو و ه لی افگن زیر نام مجاهدان از سر گرفته‌شد و جمهوری اسلامی ایران تلاش کرد تا گروه‌های مختلف معارضین افغانی را با هم متحد ساخته به رویارویی وادارد. این اقدامات ایران شوروی را بر آن داشت که هرچه سریعتر از به‌خطر افتادن منافعش توسط ایران در آسیای میانه جلوگیری نماید.

## روابط دیپلماتیک
در تاریخ ۲۲ سپتامبر ۱۹۸۰، طارق عزیز وزیر امور خارجه عراق در سفری که به مسکو داشت توانست موافقت شوروی را برای اعطای کمک‌های تسلیحاتی به رژیم بعث عراق جلب کند. در آن زمان به دلیل ؟(در کتاب ذکر نشده)، شوروی امکان ارسال مستقیم تسلیحات نظامی را به عراق نداشت. از اینرو تصمیم گرفت این کار را با کمک چندواسطه انجام دهد. کشورهای بلغارستان، آلمان شرقی و لهستان کشورهایی بودند که تسلیحات شوروی از طریق آن‌ها به دست عراق می‌رسید. اولین محموله از سلاحهای مدرن شوروی در زمستان همان سال به عراق تحویل داده شد.
بعد از آنکه شوروی اولین محموله از تانکهای تی-۵۵ خود را که بالغ بر ۱۴۰ عدد بود، در بصره به عراق تحویل داد؛ فوراً طی نامه‌ای به حکومت وقت ایران، اطمینان خاطر داد که در جنگ میان ایران و عراق جانب بی‌طرفی را رعایت می‌کند. شوروی از طرفی عراق را تقویت می‌کرد تا خط مقدم مبارزه با صهیونیسم اسرائیل را عهده‌دار شود و از طرفی تجهیزات نظامی ایران را تاحدودی فراهم می‌کرد که بتواند نماینده شوروی در مبارزه با امپریالیسم آمریکا باشد. از اینرو شوروی تمایل به ادامه جنگ در منطقه خاورمیانه که حوزهٔ نفوذ آمریکا به‌شمار می‌رفت، داشت.
بعد از انهدام رآکتور اتمی اوسیراک در طی عملیات اوسیراک و عملیات اپرا، شوروی که فکر می‌کرد ممکن است اسرائیل جبهه جدیدی علیه عراق بگشاید، تمایل بیشتری برای ارسال تجهیزات نظامی به عراق از خود نشان داد.
گرچه عراق از قبل از وقوع انقلاب ایران در سال ۱۳۵۷ جزو کشورهای تحت حمایت بلوک شرق بود، اما گرهارد کونزلمن یکی از وقایعی را که سبب حمایت جدی دولت گورباچف رئیس جمهور شوروی از عراق در یکی از برهه‌های جنگ شد را افشای ماجرای مک‌فارلین و سفر رابرت مک‌فارلین، مشاور امنیت ملی رونالد ریگان به تهران می‌داند.

## خریدهای نظامی
- ۴۰۰+ تانک تی-۵۵

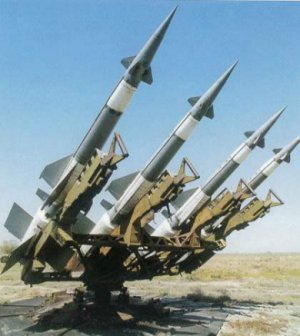
موشک ضد هوایی اس-۲۳ نوا

- ۳۵۰+ موشک‌های زمین به زمین از نوع اسکاد
- ۱۰۰۰ تانک تی-۶۲
- ۵۰۰+ تانک پیشرفته تی-۷۲
- ۷۰ فروند میگ-۲۱
- ۷۰ فروند میگ-۲۳
- ۲۳ فروند میگ-۲۵
- ۲۵ فروند میگ-۲۹
- ۴ فروند هواپیمای سوخت‌رسان توپولف-۷۲
- ۷۳+ فروند سوخو-۲۵
- ۵۰+ فروند سوخو-۱۷

همچنین در راستای کمکهای استراتژیک نظامی شوروی به عراق، تعدادی از کارشناسان موشکی شوروی در عراق حضور یافتند تا بتوانند برنامه موشکی بالستیک عراق را توسعه دهند. هیچیک از این کارشناسان عضو ارتش شوروی نبوده و از شرکت‌های خصوصی طرف قرارداد با عراق به این کشور اعزام شده بودند. حضور این کارشناسان روسی تا سال ۲۰۰۱ تداوم داشت.
برنامه مشترک روسی-عراقی موشک‌های بالستیک عراق، برخلاف برنامه کره‌ای-ایرانی سپاه پاسداران با شکست روبرو شد و عراق هیچگاه نتوانست به تکنولوژی ساخت موشک‌های بالستیک دست پیدا کند.